# Lac Ampsanctus
Le lac Ampsanctus (latin : Ampsanctus lacus) est un petit lac situé entre l'Apulie et le Samnium, près de la capitale des Hirpins (qui sont une peuplade des Samnites), Aeclanum. De ses eaux s'échappent des vapeurs toxiques et nauséabondes qui, à l'instar de celles du lac Averne, étaient considérées par les Romains comme le signe de la proximité des Enfers.
Un temple en l'honneur de la déesse samnite Méfitis se trouvait à proximité.
On trouve la mention de ce lieu chez plusieurs auteurs anciens, notamment Cicéron, Virgile, Pline l'Ancien et Claudien.